# Station Triel-sur-Seine
Station Triel-sur-Seine is het spoorwegstation van de Franse gemeente Triel-sur-Seine. Het ligt aan de spoorlijn Paris-Saint-Lazare - Mantes-Station via Conflans-Sainte-Honorine, op kilometerpunt 33,238 van die lijn. Het station werd op 1 juni 1892 geopend, toen de sectie Argenteuil - Mantes in gebruik werd genomen.
Het station wordt aangedaan door treinen van Transilien lijn J tussen Paris Saint-Lazare en Mantes-la-Jolie over de noordoever van de Seine.

## Vorig en volgend station
| Richting        | Vorig station  | Lijn    | Volgend station       | Richting           |
| --------------- | -------------- | ------- | --------------------- | ------------------ |
| Mantes-la-Jolie | Vaux-sur-Seine | Trans J | Chanteloup-les-Vignes | Paris Saint-Lazare |